# Premyer Liqası 2018-2019
La Premyer Liqasi 2018-2019 è stata la 27ª edizione della massima serie del campionato azero di calcio. La stagione è iniziata l'11 agosto 2018 e si è conclusa l'11 maggio 2019. Il Qarabağ era la squadra campione in carica e a fine stagione si è riconfermata vincendo il proprio 7º titolo.

## Stagione

### Novità
Dalla Birinci Divizionu è stata promossa il Sabah, che ha preso il posto del Kəpəz, retrocesso nella stagione passata.

### Formula
Le 8 squadre partecipanti si affrontano in un girone all'italiana con due partite di andata e due di ritorno, per un totale di 28 giornate. La squadra prima classificata è dichiarata campione di Azerbaigian ed è ammessa al primo turno di qualificazione della UEFA Champions League 2019-2020. La seconda e la terza classificata, assieme alla vincitrice della coppa nazionale, sono ammesse al primo turno di qualificazione della UEFA Europa League 2019-2020. L'ultima classificata retrocede direttamente in Birinci Divizionu.

## Squadre partecipanti
| Club        | Città                | Stadio               | Stagione precedente           |
| ----------- | -------------------- | -------------------- | ----------------------------- |
| Keşlə       | Baku                 | Inter Arena          | 6º posto in Premyer Liqası    |
| Neftçi Baku | Baku                 | Bakcell Arena        | 3º posto in Premyer Liqası    |
| Qarabağ     | Ağdam (gioca a Baku) | Azərsun Arena        | Campione di Azerbaigian       |
| Qəbələ      | Qəbələ               | Şəhər Stadionu       | 2º posto in Premyer Liqası    |
| Sabah       | Baku                 | Alinja Arena         | 5º posto in Birinci Divizionu |
| Sumqayıt    | Sumqayıt             | Kapital Bank Arena   | 5º posto in Premyer Liqası    |
| Səbail      | Baku                 | Bayıl Arena          | 7º posto in Premyer Liqası    |
| Zirə        | Baku                 | Zirə Qəsəbə Stadionu | 4º posto in Premyer Liqası    |

## Classifica finale
|                        | Pos. | Squadra     | Pt | G  | V  | N | P  | GF | GS | DR  |
| ---------------------- | ---- | ----------- | -- | -- | -- | - | -- | -- | -- | --- |
| Azerbaigian (bandiera) | 1.   | Qarabağ     | 66 | 28 | 20 | 6 | 2  | 65 | 21 | +44 |
|                        | 2.   | Neftçi Baku | 58 | 28 | 17 | 7 | 4  | 52 | 26 | +26 |
|                        | 3.   | Səbail      | 41 | 28 | 12 | 5 | 11 | 34 | 37 | -3  |
|                        | 4.   | Qəbələ      | 36 | 28 | 9  | 9 | 10 | 31 | 33 | -1  |
|                        | 5.   | Zirə        | 31 | 28 | 8  | 7 | 13 | 30 | 40 | -10 |
|                        | 6.   | Sumqayıt    | 29 | 28 | 8  | 5 | 15 | 24 | 42 | -18 |
|                        | 7.   | Sabah       | 27 | 28 | 7  | 6 | 15 | 20 | 41 | -21 |
|                        | 8.   | Keşlə       | 23 | 28 | 6  | 5 | 17 | 29 | 45 | -16 |

Legenda:
      Campione d'Azerbaigian e ammessa ai preliminari della UEFA Champions League 2019-2020
      Ammesse alla UEFA Europa League 2019-2020
      Retrocessa in Birinci Divizionu 2019-2020
Note:
Tre punti a vittoria, uno a pareggio, zero a sconfitta.
La classifica viene stilata secondo i seguenti criteri:
- Punti conquistati
- Punti conquistati negli scontri diretti
- Differenza reti negli scontri diretti
- Reti realizzate negli scontri diretti
- Reti realizzate in trasferta negli scontri diretti (solo tra due squadre)
- Differenza reti generale
- Reti totali realizzate

## Risultati

### Partite (1-14)
|             | Kes  | Nef  | Qəb  | Qar  | Səb  | Sab  | Sum  | Zir  |
| ----------- | ---- | ---- | ---- | ---- | ---- | ---- | ---- | ---- |
| Keshla      | –––– | 0-1  | 1-2  | 1-1  | 1-2  | 0-1  | 1-2  | 1-0  |
| Neftçi Baku | 2-0  | –––– | 2-1  | 3-1  | 4-0  | 2-0  | 0-0  | 2-2  |
| Qəbələ      | 1-1  | 3-1  | –––– | 1-3  | 3-0  | 2-1  | 1-1  | 0-0  |
| Qarabağ     | 5-1  | 1-1  | 4-1  | –––– | 0-3  | 1-1  | 1-0  | 3-2  |
| Səbail      | 2-1  | 0-2  | 0-0  | 0-2  | –––– | 0-0  | 2-0  | 3-0  |
| Sabah       | 1-2  | 1-2  | 1-0  | 0-2  | 0-4  | –––– | 1-4  | 2-1  |
| Sumqayıt    | 1-4  | 0-2  | 2-2  | 0-2  | 1-0  | 0-1  | –––– | 1-0  |
| Zirə        | 2-2  | 1-2  | 1-0  | 0-6  | 0-0  | 0-2  | 3-1  | –––– |

### Partite (15-28)
|             | Qəb  | Kes  | Nef  | Qar  | Sab  | Səb  | Sum  | Zir  |
| ----------- | ---- | ---- | ---- | ---- | ---- | ---- | ---- | ---- |
| Qəbələ      | –––– | 0-0  | 1-3  | 1-2  | 0-0  | 2-1  | 1-0  | 2-1  |
| Keshla      | 1-2  | –––– | 0-1  | 0-1  | 3-0  | 0-3  | 2-1  | 1-3  |
| Neftçi Baku | 1-1  | 2-0  | –––– | 2-3  | 3-0  | 1-2  | 2-3  | 4-2  |
| Qarabağ     | 2-1  | 3-0  | 1-1  | –––– | 3-0  | 4-0  | 2-0  | 0-0  |
| Sabah       | 0-1  | 1-1  | 0-2  | 1-1  | –––– | 3-1  | 1-1  | 0-3  |
| Səbail      | 2-1  | 1-4  | 2-2  | 1-2  | 1-0  | –––– | 0-0  | 0-2  |
| Sumqayıt    | 1-0  | 2-1  | 1-2  | 0-6  | 1-0  | 1-2  | –––– | 0-1  |
| Zirə        | 1-1  | 2-0  | 0-0  | 0-3  | 0-2  | 1-2  | 2-0  | –––– |

## Statistiche

### Individuali

#### Classifica marcatori
| Gol |  |  | Giocatore             | Squadra     |
| --- |  |  | --------------------- | ----------- |
| 16  |  |  | Mahir Mədətov         | Qarabağ     |
| 14  |  |  | Bagaliy Dabo          | Neftçi Baku |
| 10  |  |  | Segun Adeniyi         | Qəbələ      |
| 8   |  |  | Marko Dević           | Sabah       |
| 8   |  |  | Filip Ozobić          | Qarabağ     |
| 7   |  |  | Mirabdulla Abbasov    | Neftçi Baku |
| 7   |  |  | Emin Mahmudov         | Neftçi Baku |
| 7   |  |  | Dani Quintana         | Qarabağ     |
| 7   |  |  | Abdellah Zoubir       | Qarabağ     |
| 6   |  |  | Steven Joseph-Monrose | Qəbələ      |
| 6   |  |  | Julio Rodríguez       | Zirə        |